# エルサレムの滅亡を嘆くエレミヤ
『エルサレムの滅亡を嘆くエレミヤ』（エルサレムのめつぼうをなげくエレミヤ、蘭: Jeremia treurend over de verwoesting van Jeruzalem、英: Jeremiah Lamenting the Destruction of Jerusalem）は、17世紀オランダ黄金時代の画家レンブラント・ファン・レインが1630年に板上に油彩で制作した絵画で、画家のレイデン時代の最も名高い作品のうちの1つである。作品は、1939年に購入されて以来、アムステルダム国立美術館に所蔵されている。

## 主題
『旧約聖書』の預言者エレミヤは、獄中でエルサレムの都の崩壊を予言したが、町はそれに備えることができず、エレミヤは獄中でその崩壊を迎えたと伝えられる。このことは旧約聖書、『列王記』 (下24:8-25:5)、『エレミヤ書』『歴代誌』に記されている。片手で頭部を支えるという伝統的なメランコリアのポーズを示すこの白髯の老人が、エレミヤであるかどうかについては、必ずしもはっきりしているわけではない。2本の柱の付け根に座り、「Bibel」と書かれた書に肘をつく老人の周囲は曖昧である。したがって、洞窟の入り口から見える、画面左手後方に開いた背景の情景が炎上するエルサレムを表していると断定することはできない。エルサレムを表しているのであれば、ネブカドネザル2世の軍隊が進軍していることになる。所蔵先のアムステルダム国立美術館では、本作の老人をエレミヤだとしている。

## 作品
画面を斜めに横切る老人の姿とその周囲の劇的な明暗の対比は、老人の沈鬱な表情ととともに全体に悲劇的な雰囲気を漂わせている。モデルとなっている老人の顔は、本作が描かれた1630年の当時、レンブラントがしばしばエッチングに表していたものである。老人の皺を刻んだ顔、ふわふわとした白い髯、毛皮の縁取りをした外衣や深紅の輝きを見せる織物の金糸の装飾、傍らに置かれた大きな鉢や什器の硬い金属の質感表現など、対象を的確に捉えるレンブラントの優れた腕前をよく示している。また、強烈な色彩の効果も、劇的な印象を強めるのに役立っている。若いレンブラントの持つバロック的特質が画面いっぱいに繰り広げられているといえるであろう。
何人かの批評家たちは、本作をレンブラントの初期の傑作のうちの1つであると賞賛してきた。